# Clubiona maculata
Clubiona maculata är en spindelart som beskrevs av Roewer 1951. Clubiona maculata ingår i släktet Clubiona och familjen säckspindlar.
Artens utbredningsområde är Queensland. Inga underarter finns listade i Catalogue of Life.